# Smarden
Smarden es una parroquia civil y un pueblo del distrito de Ashford, en el condado de Kent (Inglaterra).

## Geografía
Según la Oficina Nacional de Estadística británica, Smarden tiene una superficie de 21,8 km².

## Demografía
Según el censo de 2001, Smarden tenía 1222 habitantes (49,51% varones, 50,49% mujeres) y una densidad de población de 56,06 hab/km². El 20,95% eran menores de 16 años, el 71,69% tenían entre 16 y 74 y el 7,36% eran mayores de 74. La media de edad era de 41,03 años. Del total de habitantes con 16 o más años, el 20,6% estaban solteros, el 64,49% casados y el 14,91% divorciados o viudos.
El 94,52% de los habitantes eran originarios del Reino Unido. El resto de países europeos englobaban al 1,39% de la población, mientras que el 4,09% había nacido en cualquier otro lugar. Según su grupo étnico, el 98,69% eran blancos, el 0,73% mestizos, el 0,24% asiáticos y el 0,33% de cualquier otro salvo negros y chinos. El cristianismo era profesado por el 79,23%, el budismo por el 0,25%, el islam por el 0,25% y cualquier otra religión, salvo el hinduismo, el judaísmo y el sijismo, por el 0,65%. El 12,18% no eran religiosos y el 7,44% no marcaron ninguna opción en el censo.
568 habitantes eran económicamente activos, 559 de ellos (98,42%) empleados y 9 (1,58%) desempleados. Había 481 hogares con residentes, 22 vacíos y 3 eran alojamientos vacacionales o segundas residencias.